# Henry Gazan
Pour les articles homonymes, voir Gazan.
Henri François Marie Gazan dit Henry Gazan, né le 3 janvier 1887 à Paris où il est mort le 29 décembre 1960, est un artiste français, qui produisit principalement des dessins.

## Biographie
Gazan est élève à l'école des arts décoratifs de Paris. Il fréquente dans sa jeunesse la bohème montmartroise. Caricaturiste, il devient le collaborateur du Rire, du Sourire, de Fantasio, Pages folles, La Baïonnette, Gil Blas, Demain, L'Animateur des temps nouveaux, puis sociétaire du Salon des humoristes. Mobilisé durant la Première Guerre mondiale, Gazan est soldat-dessinateur à partir de 1916.
Après guerre, il est recruté par l'École ABC de Paris, aux côtés du dessinateur Raymond Renefer, son camarade de front. En mars 1921, il expose au 3e Salon de la mode par les artistes, organisé par la galerie G. et L. Manuel frères à Paris.
Outre de nombreux dessins, Gazan a produit des aquarelles, des gravures sur bois  et des lithographies destinées à illustrer des ouvrages de bibliophilie. On compte aussi des affiches, des plaquettes publicitaires, des scénographies pour des vitrines de grands magasins. En 1925, il conçoit la façade du pavillon des arts ménagers destinée à l'Exposition internationale des arts décoratifs et industriels modernes (Paris).

## Œuvre

### Affiches
- Emprunt 1920
- Paté Coc
- Vieil Ami
- Aux Trois Madeleines Commercy
- Chemins de Fer du Nord
- Nous voulons partout en abondance de l'eau potable[6], Ministère du Travail, de l’Hygiène, 1925

### Ouvrages illustrés
- Marie-Anne et son oncle Sam, édition bilingue, Boutilie, 1919, tiré à 500 ex.
- Paul Alexandre, La Beauté de la chevelure, 75 bois, coll. « Les manuels de science et de beauté », Javailier éditeur, 47 rue Poncelet Paris 17e, 1924.
- Georges Imann, Le Cœur et les Chiffres, gravure sur bois, Bernard Grasset, 1927.
- Louis Forest, Ils étaient trois, nouvelles, La Société, 1927.
- Henry Bordeaux, Le Cœur et le Sang, Flammarion, 1930.
- Guy de Maupassant, Mont-Oriol, Flammarion, 1931.
- José Germain, Minuit. Histoire de vingt-sept nuits, avec 29 dessins, Tallandier, 1932.
- Francis de Miomandre, Dancings, lithographies, Flammarion, 1932.
- René Thomasset, Trois Mois de paradis, 72 dessins, Éditions Baudinière, 1942.
- Histoire de Robinson Crusoë, La Technique du livre, 1942.
- Contes des mille et une nuits. Sindbad le marin, La Technique du livre, 1944.
- Paul Clérouc, La Princesse voulait une poupée, La Technique du livre, 1946.
- Mon âne, mon âne... Vieille ronde enfantine, album à colorier, La Technique du livre, 1946.